# Carl Anton Baumstark
Pour les articles homonymes, voir Baumstark.
Carl Anton Joseph Maria Dominikus Baumstark, dit Anton Baumstark le Jeune, né le 4 août 1872 à Constance et mort le 31 mai 1948 à Bonn, est un orientaliste allemand, spécialiste des Églises chrétiennes de langue syriaque et notamment de leur liturgie, mais également professeur d'arabe.

## Carrière
Petit-fils du philologue latiniste et helléniste Anton Baumstark (1800-1876), petit-neveu de l'économiste Eduard Baumstark (1807-1889), il était le fils de Reinhold Baumstark (de) (1831-1900), homme politique catholique député du Zentrum et historien de la littérature, traducteur en allemand de Cervantès et Calderon. Il fit des études de philologie classique (gréco-latine) et orientale, couronnées en 1894 par une dissertation de doctorat présentée à l'université de Leipzig portant sur la littérature de langue syriaque traduite du grec. En 1898, il obtint une habilitation (un statut de Privatdozent) à l'université de Heidelberg grâce à une dissertation sur les biographies d'Aristote et les commentaires de l'Isagogè en syriaque. En 1899, il partit pour Rome, où il fonda en 1901 la revue savante Oriens Christianus (qu'il devait diriger jusqu'en 1941, avec une interruption en 1906-08, et pour laquelle il écrivit 140 articles et 145 comptes-rendus de lecture). En 1904-05, il effectua le seul voyage de sa vie en Orient. De 1906 à 1921, il fut professeur de lycée à Sasbach. Il se maria en 1909 et eut quatorze enfants (quatre de ses fils et un de ses gendres moururent soldats pendant la Seconde Guerre mondiale).
En 1921, il devint professeur honoraire d'« histoire et culture de l'Orient chrétien et de liturgie orientale » à la faculté de philosophie de l'université de Bonn, et en 1923 professeur de « langues et littératures comparées du domaine sémitique » de l'université catholique de Nimègue (nouvellement fondée). En 1926, il fut nommé professeur d'islamologie et d'arabe à l'université d'Utrecht. Enfin, en 1930, il obtint une chaire d'études orientales à l'université de Münster. En 1925, il avait été fait docteur honoris causa de la faculté de théologie catholique de l'université de Bonn, distinction alors très rarement accordée à un laïc.
En 1932, il adhéra au parti nazi, dont il devint un militant actif. En 1933, il présida une commission constituée par le régime nazi à l'université de Münster. Mais en 1935 il fut mis à la retraite avant l'âge sur une accusation d'homosexualité. En 1946 il fut exclu du corps des professeurs d'université et se vit interdire le port de ses anciens titres.

## Principales publications
- « Lucubrationes Syro-Græcæ » (dissertation en latin), in Jahrbücher für classische Philologie, Supplementband 21, Leipzig, 1894, p. 353-524.
- Syrisch-arabische Biographieen des Aristoteles. Syrische Kommentare zur Eisagoge des Porphyrios (textes syriaques, traduction allemande et commentaire), Leipzig, Teubner, 1900.
- Die Messe im Morgenland, Munich, 1906.
- Festbrevier und Kirchenjahr der syrischen Jakobiten, Paderborn, 1910.
- Die christlichen Literaturen des Orients, 2 vol., Leipzig, 1911.
- Geschichte der syrischen Literatur mit Ausschluss der christlich-palänistinischen Texte, Bonn, 1922.
- Liturgie comparée (conférences faites au prieuré d'Amay), Éditions de Chevetogne, 1939 et 1953.